# Kalthäusern
Kalthäusern ist ein Ortsteil der Ortschaft Weingarten-Kalthäusern in der Gemeinde Lommis des Bezirks Münchwilen des Kantons Thurgau in der Schweiz. Kalthäusern liegt im Lauchetal am Fusse des Immenbergs.
Kalthäusern bildete bis 1994 eine Ortsgemeinde der Munizipalgemeinde Lommis. Am 1. Januar 1995 fusionierte Kalthäusern zur politischen Gemeinde Lommis.

## Geschichte

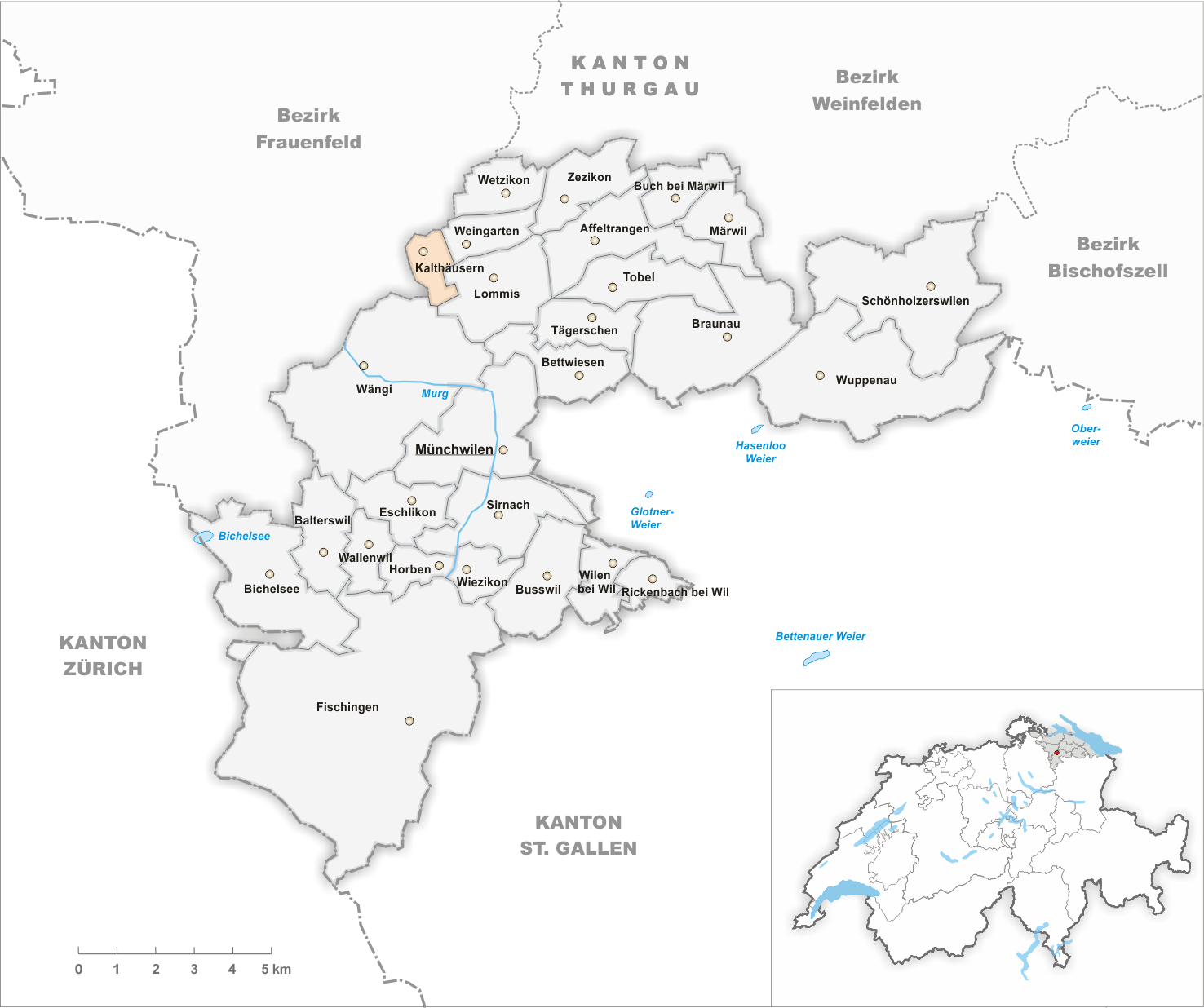
Gemeindestand vor der Fusion im Jahr 1995

Kalthäusern wurde 1296 als Kalthusiren erstmals urkundlich erwähnt. 1296 verfügte die Komturei Tobel in Kalthäusern über Grundbesitz. Vom 13. Jahrhundert bis 1798 gehörte das Dorf zur Herrschaft Sonnenberg und zum Niedergericht Stettfurt.
Ursprünglich lag Kalthäusern in der Pfarrei Wängi und teilte kirchlich deren Schicksal bis ins 19. Jahrhundert. Dann trennte sich das katholische Dorf 1807 von Wängi und schloss sich der Pfarrei Lommis an.
Im 19. Jahrhundert wurde Acker- und Obstbau betrieben, daneben bot die Weberei Verdienstmöglichkeiten. In der zweiten Hälfte des 19. Jahrhunderts erfolgte der Übergang zu Vieh- und Milchwirtschaft. Um 1900 kam die Stickerei auf. Um 1920 verschwand der ab dem 13. Jahrhundert am Immenberg betriebene Rebbau vollständig. Bis heute bewahrt das abseits der Verkehrswege gelegene Kalthäusern seinen Charakter als Bauerndorf, in dem noch 1980 die überwiegende Mehrheit der Erwerbstätigen im ersten Wirtschaftssektor arbeitete.

## Bevölkerung
| Jahr      | 1850  | 1900  | 1950  | 1990  | 2000  | 2010  | 2018  |
| --------- | ----- | ----- | ----- | ----- | ----- | ----- | ----- |
| Einwohner | 102   | 79    | 63    | 58    | 68    | 81    | 62    |
| Quelle    | [ 3 ] | [ 3 ] | [ 3 ] | [ 3 ] | [ 4 ] | [ 5 ] | [ 2 ] |

Die Ortschaft Weingarten-Kalthäusern hatte im Jahr 2023 435 Einwohner. Davon waren 30 bzw. 6,9 % ausländische Staatsbürger. 152 (34,9 %) waren evangelisch-reformiert und 113 (26,0 %) römisch-katholisch.